# Youth Is Wasted on the Young
Youth Is Wasted on the Young er debutalbummet fra den danske poptrio Scarlet Pleasure, der udkom den 13. maj 2016 på Copenhagen Records. Albummet er bl.a. produceret i Los Angeles sammen med den amerikanske producer Om'Mas Keith, der tidligere har arbejdet med Jay-Z og Frank Ocean.

## Spor
| #   | Titel                          | Tekst                                         | Musik                                      | Producer(e)                                         | Længde |
| --- | ------------------------------ | --------------------------------------------- | ------------------------------------------ | --------------------------------------------------- | ------ |
| 1.  | "Fade In"                      | Joachim Dencker Christiansen, Emil Goll       | Scarlet Pleasure, Mørup                    | Scarlet Pleasure, David Mørup                       | 4:33   |
| 2.  | "Wanna Know"                   | Goll, Forrest                                 | Scarlet Pleasure, Mørup, Stefan Forrest    | Scarlet Pleasure, David Mørup                       | 4:23   |
| 3.  | "Windy"                        | Goll                                          | Scarlet Pleasure, Mørup                    | Scarlet Pleasure, Mørup, Rasmus Malone Jørgensen[a] | 4:38   |
| 4.  | "Casual"                       | Goll, Victoria Siff Emilie Hansen             | Scarlet Pleasure, Mørup                    | Scarlet Pleasure, David Mørup                       | 3:56   |
| 5.  | "Blow"                         | Goll, Hansen                                  | Scarlet Pleasure, Ronni Vindahl            | Vindahl                                             | 4:30   |
| 6.  | "Inferno"                      | Goll                                          | Scarlet Pleasure                           | Scarlet Pleasure, David Mørup                       | 3:36   |
| 7.  | "Moments"                      | Christiansen, Goll                            | Scarlet Pleasure, Om'Mas Keith, Jeff Gitty | Scarlet Pleasure, Keith, Jeppe Andersson[a]         | 4:08   |
| 8.  | "Heat"                         | Goll, Niclas Genckel Petersen, Jannik Thomsen | Scarlet Pleasure, Mørup                    | Scarlet Pleasure, David Mørup, Jørgensen[a]         | 6:05   |
| 9.  | "Midnight Soldier"             | Christiansen, Goll                            | Scarlet Pleasure, Keith                    | Scarlet Pleasure, Keith, Andersson[a]               | 3:32   |
| 10. | "Sometimes"                    | Goll, Christiansen                            | Scarlet Pleasure, Keith                    | Scarlet Pleasure, Keith, Andersson[a]               | 4:24   |
| 11. | "Club Life"                    | Goll, Christiansen                            | Scarlet Pleasure, Mørup                    | Scarlet Pleasure, David Mørup                       | 4:24   |
| 12. | "Youth Is Wasted on the Young" | Goll                                          | Scarlet Pleasure, Mørup, Magnus Larsson    | Scarlet Pleasure, David Mørup                       | 4:24   |
| 13. | "Venus" (bonus track)          | Goll                                          | Scarlet Pleasure                           | Scarlet Pleasure, David Mørup                       | 4:24   |

Noter
- ↑[a] angiver co-producer

## Hitlister

### Ugentelige hitlister
| Hitliste (2016)        | Højeste placering |
| ---------------------- | ----------------- |
| Danmark (Album Top-40) | 16                |

### Årslister
| Hitliste (2016) | Placering |
| --------------- | --------- |
| Danmark         | 70        |
| Hitliste (2017) | Placering |
| Danmark         | 59        |

### Certificering
| Land (Organisation) | Certificering |
| ------------------- | ------------- |
| Danmark (IFPI)      | Guld          |